# Fresnicourt-le-Dolmen
Fresnicourt-le-Dolmen település Franciaországban, Pas-de-Calais megyében. Lakosainak száma 808 fő (2022. január 1.). Fresnicourt-le-Dolmen Barlin, Maisnil-lès-Ruitz, Rebreuve-Ranchicourt, Servins, Estrée-Cauchy, Gauchin-Légal és Hersin-Coupigny községekkel határos.

## Népesség
A település népességének változása:
| Lakosok száma | 788  | 758  | 765  | 772  | 785  | 797  | 801  | 802  | 808  |
|               | 2013 | 2015 | 2016 | 2017 | 2018 | 2019 | 2020 | 2021 | 2022 |